# Трон, Соломон Абрамович
Соломон Абрамович Трон (англ. Solomon Abramovich Trone; 11 мая [23 мая] 1872, Митава, Курляндская губерния, Российская Империя — 1969, Италия) — российский и американский инженер, внесший большой вклад в электрификацию СССР, Израиля и Индии.
Выведен в книге И. Ильфа и Е. Петрова «Одноэтажная Америка» под именем мистера Адамса.

## Биография
Соломон, или Залман-Пейсах Трон, родился в Митаве (ныне Елгава, Латвия) у Абрама Трона и Эсфири Леви, дочери раввина.
Работал в петербуржском отделении компании «Дженерал электрик» — «Русского общества Всеобщей компании электричества». Занимался проектами гидроэлектростанций.
После Кровавого воскресенья 1905 года принял антимонархические взгляды.
В 1906 году стал действительным членом Русского технического общества по VI (электротехническому) отделу.
Был управляющим владивостокским отделением российского филиала «Всеобщей компании электричества» («Дженерал электрик»). Состоял в Обществе изучения Амурского края и был вице-председателем его комитета, занимавшегося изданием геологической карты края (авторства П. В. Виттенбурга) и вручением конкурсных наград исследователям.
В 1916 году в связи с войной, в том числе из-за национализации российского имущества компании «Дженерал электрик», эмигрировал в США с женой и сыном Дмитрием.
Продолжил карьеру в основном, американском отделении компании General Electric и стал одним из директоров её дочернего предприятия International General Electric Company (I.G.E.). В 1928 году Трон убедил правление головной компании заключить контракт с Советским Союзом, подписанный им, О. Юнгом и главой IGE К. Майнором. Этот договор не только сыграл большую роль в реализации плана ГОЭЛРО, но и внес вклад в признание Соединёнными Штатами Советского Союза, поскольку часть оплаты со стороны СССР могла рассматриваться как компенсация дореволюционных долгов и компенсация национализированной царским и советским правительством собственности.
Трон провел некоторое время в СССР, но рассматривал поездки туда как командировки, основным же местом жительства считал Скенектади в штате Нью-Йорк. В 1935 году Трон получил гражданство США.
В 1940 году правительство США отправило Трона представителем DORSA в Вишистскую Францию договариваться о переселении евреев в колонию Сосуа в Доминиканской Республике. Трон не только посетил Францию, но и объехал с женой за несколько месяцев Голландию, Бельгию, Люксембург, Швейцарию и Португалию в поисках переселенцев и изучая ситуацию с евреями в условиях военной Европы.
После войны Трон стал советником в Китае, а в 1949—1950 годах — в Индии по приглашению Дж. Неру, где участвовал в электрификации страны.
В 1952 году Трон по приглашению Гилеля Дана, главы строительной компании «Солель боне», тесно связанной с Гистадрутом, разработал десятилетний план по освоению репараций от Германии. Несмотря на старания Дана, правительство Израиля так и не одобрило план Трона. В июне 1953 года Д. Бен-Гурион на прениях по бюджету в Кнессете упрекнул Трона и других приглашенных зарубежных экспертов в отсутствии «сионистской искры». Трон покинул страну. В Израиле Трон также занимался связанным с его планом проектом Всеизраильского водопровода.
Убежденный марксист, симпатизирующий Советскому Союзу, Трон проходил в досье американских спецслужб как подозрительный элемент. О. Латтимор на допросе в сенатском комитете дал показания, что не усматривал причин назвать Трона коммунистом.
В 1953 году, находясь в Лондоне, Трон не сумел получить американский паспорт взамен истекшего. По решению главы паспортного отдела Госдепартамента США Р. Шипли, многолетнее проживание Трона вне США рассматривалось как отказ от американского гражданства. Как считают биографы Трона, он легко отделался такой «ссылкой», поскольку в эпоху маккартизма мог быть признан шпионом.
Остаток жизни Трон провёл в основном в Лондоне.